# 15609 Kosmaczewski
15609 Kosmaczewski este un asteroid care intersectează orbita planetei Marte.

## Descriere
15609 Kosmaczewski este un asteroid care intersectează orbita planetei Marte. Asteroidul prezintă o orbită caracterizată de o semiaxă mare de 2,27 ua, o excentricitate de 0,29 și o înclinație de 6,7° în raport cu ecliptica.